# Piotr Lesgaft

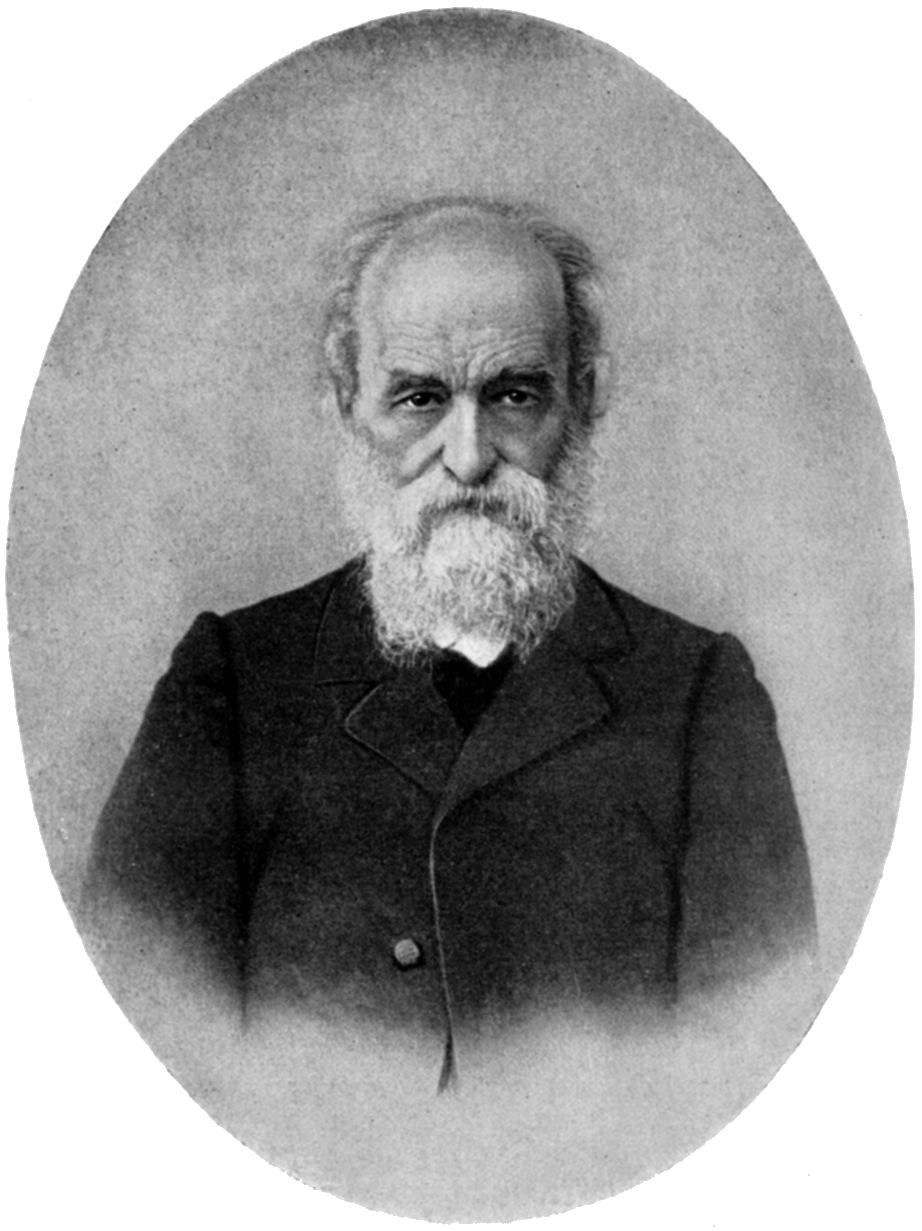
Piotr Francewicz Lesgaft

Piotr Francewicz Lesgaft (ros. Пётр Францевич Лесгафт, ur. 21 września 1837 w Sankt Petersburgu, zm. 11 grudnia 1909) – rosyjski lekarz, chirurg, anatom, pedagog. Był twórcą nowoczesnego systemu wychowania fizycznego. Od 1869 profesor na Uniwersytecie Kazańskim.